# Wasserturm Ahrensbök
| Wasserturm Ahrensbök   | Wasserturm Ahrensbök                  |
| Wasserturm             | Wasserturm                            |
| Daten                  | Daten                                 |
| ---------------------- | ------------------------------------- |
| Baujahr:               | 1976                                  |
| Turmhöhe:              | 45 m                                  |
| Nutzhöhe:              | 44 m                                  |
| Behälterart:           | Betonbehälter wie Außenform des Turms |
| Volumen des Behälters: | 900 m³                                |
| Betriebszustand:       | In Betrieb                            |
| Nutzung:               | Wasserversorgung der Region           |

Der Wasserturm Ahrensbök befindet sich in der Gemeinde Ahrensbök im Kreis Ostholstein, Schleswig-Holstein. Es ist der jüngste Wasserturm Schleswig-Holsteins. Er befindet sich etwas außerhalb der Ortsgrenze von Ahrensbök, rund 60 Meter neben der Bundesstraße 432 (Segeberger Chaussee, Teilstück Ahrensbök–Bad Segeberg).

## Das Bauwerk
Der 45 m hohe Wasserturm wurde auf einer leichten Anhöhe erbaut und 1976 in Betrieb genommen. Er wurde aus Stahl-/Spannbeton errichtet und besteht aus einer oktogonalen Säule, auf der sich der flache, ebenfalls oktogonale, pilzähnliche Hochbehälter befindet. Nach oben wird der Bau durch einen kanzelartigen Aufsatz abgeschlossen.
Der Wasserturm wurde zu einem Zeitpunkt errichtet, als Pumpen und erdnahe Flachbehälter – zumindest in den flachen Regionen Norddeutschlands, zu denen die Gegend um Ahrensbök gehört – seinen Bau überflüssig machten. 
Der Wasserturm ist in Betrieb. Er ist weithin sichtbar und aufgrund seiner auffälligen Form ein markanter Orientierungspunkt.

## Geschichtliches zur Ahrensböker Wasserversorgung
Die Fleckengemeinde Ahrensbök nahm 1858 zwei öffentliche Brunnen in Betrieb, die die privaten Brunnen von Hausbesitzern und Landwirten ergänzen sollten. Hinzu kamen 1883 drei weitere Brunnen. Nach einer Typhusepidemie 1902 wurde über eine hygienische Wasserversorgung diskutiert, aber erst 1911 bis 1912 errichtete die Gemeinde ein modernes Wasserwerk. Dazu gehörte ein Wasserturm auf dem Mösberg.
Der alte Turm wurde vermutlich abgerissen, nachdem die Gemeinde 1964 Mitglied des Zweckverbandes Ostholstein geworden war. Der Zweckverband versorgt ein Gebiet, das von Bosau bis Fehmarn reicht und 25 000 Einwohner hat, mit jährlich 2 Millionen m³ Wasser.